# Ladislav Bršlica
Ladislav Bršlica (1. listopadu 1944 – 2005) byl český hokejový útočník.

## Hokejová kariéra
V československé lize hrál za TJ Gottwaldov. Za Gottwaldov odehrál 3 ligové sezóny, nastoupil ve 42 ligových utkáních, dal 6 gólů a měl 7 asistencí. Ve druhé lize hrál i za TJ Zbrojovka Vsetín.

## Klubové statistiky
| Sezona    | Klub                | Soutěž  | Základní část | Základní část | Základní část | Základní část | Základní část |
| Sezona    | Klub                | Soutěž  | Z             | G             | A             | B             | TM            |
| --------- | ------------------- | ------- | ------------- | ------------- | ------------- | ------------- | ------------- |
| 1963/1964 | TJ Gottwaldov       | 1. liga | 4             | 0             | 0             | 0             | 0             |
| 1969/1970 | TJ Gottwaldov       | 1. liga | 31            | 5             | 6             | 11            | -             |
| 1970/1971 | TJ Gottwaldov       | 2. liga | -             | -             | -             | -             | -             |
| 1971/1972 | TJ Zbrojovka Vsetín | 2. liga | -             | -             | -             | -             | -             |
| 1973/1974 | TJ Gottwaldov       | 2. liga | -             | -             | -             | -             | -             |
| 1974/1975 | TJ Gottwaldov       | 1. liga | 7             | 1             | 1             | 2             | -             |